# Parc national de Phong Nha-Kẻ Bàng
Le parc national de Phong Nha – Kẻ Bàng (vietnamien : Vườn quốc gia Phong Nha-Kẻ Bàng) est un parc national du centre du Viêt Nam. Créé en 2001, il est classé au patrimoine mondial de l'UNESCO. Il est situé dans le nord de la chaîne Annamitique, dans les arrondissements de Bo Trach et Minh Hoa, dans la province de Quảng Bình, à environ 500 kilomètres au sud de Hanoï (région de Bắc Trung Bộ, côte centrale du Nord).
Le parc national de Phong Nha-Kẻ Bàng s'étend pour partie sur une zone de calcaire de 2 000 km2. Il couvre une superficie totale de 857,54 km2, avec une zone-tampon de 1 954 km2 . Il a été créé pour protéger une des plus grandes régions de karst du monde ainsi que l'écosystème de la forêt sur calcaire dans la région de la chaîne Annamitique sur la côte centrale du Nord du Viêt Nam,.
Phong Nha-Kẻ Bàng se distingue par son réseau de cavernes et de grottes, au nombre de 300, s'étirant sur quelque 70 kilomètres, dont 20 seulement ont été explorés par les scientifiques vietnamiens et britanniques (17 sont situées dans la région de Phong Nha et trois dans la région de Kẻ Bàng). En avril 2009, la plus grande caverne du monde, la grotte Sơn Đông, y a été découverte par une équipe d'explorateurs britanniques à Quang Binh. À la suite de cette découverte, la longueur totale du réseau de cavernes et de grottes est estimée à 126 kilomètres. Avant la découverte de la caverne de Sơn Đông, le parc détenait plusieurs records du monde en matière de cavernes, car il est parcouru par le plus long fleuve souterrain.
Le parc tire son nom de la caverne de Phong Nha, abritant de nombreuses formations rocheuses spectaculaires, et de la forêt de Kẻ Bàng. Le plateau sur lequel le parc est situé est par ailleurs probablement l'un des plus remarquables exemples de relief complexe de karst en Asie du Sud-Est.
Le Parc national de Phong Nha-Kẻ Bàng a été inscrit au patrimoine mondial lors de la vingt-septième session plénière du comité international du patrimoine mondial de l'Unesco qui s'est tenue du 30 juin au 5 juillet 2003 à Paris. L'Unesco estime qu'il « présente un nombre impressionnant de témoignages de l'histoire de la Terre » et qu'il « s'agit d'un site d'une importance considérable pour améliorer nos connaissances de l'histoire géologique, géomorphique et géochronologique de la région ». Le parc figure dans une liste de 174 sites naturels répartis dans les 186 États ayant ratifié la convention du patrimoine mondial de l'Unesco.

## Localisation
Le parc national de Phong Nha-Kẻ Bàng a été créé fin 2001, à la suite d'une décision du gouvernement vietnamien visant à réhabiliter la réserve naturelle de Phong Nha-Kẻ Bàng, d'une superficie de 85 754 hectares. Cette région, vieille de plus de 400 millions d'années, est considérée comme un des plus anciens reliefs karstiques d'Asie.
Le parc est situé environ à 30 kilomètres à l'ouest de la mer de Chine méridionale et de la route nationale 1A, et à 28 kilomètres à l'ouest du chemin de fer de Hanoï-Saigon. Il est accessible par la route ou par voie d'eau à partir de la côte. Près du parc, la base aérienne de Khe Gat – employée par l'Armée de l'air du Viêtnam du Nord pendant la guerre du Viêt Nam, notamment dans la bataille de Đồng Hới – permet de se rendre au parc par hélicoptère où par petit avion.
Le parc national de Phong Nha - Kẻ Bàng est situé sur le territoire des communes rurales (xã) de Tân Trach, Thuong Trach, Phuc Trach, Xuan Trach et Sơn Trạch, dans l'arrondissement de Bo Trach et, pour partie, dans l'arrondissement de Minh Hoa, dans le centre de la province de Quảng Bình, à 40 kilomètres au nord-ouest du chef-lieu Đồng Hới. Il est bordé à l'ouest par la zone karstique de Hin Namno (en) dans la province de Khammouane, au Laos. Par la route, le parc se trouve à environ 450 kilomètres au sud de Hanoï et à 260 km au nord de Da Nang.
Avant de devenir un parc national, ce secteur était une réserve naturelle s'étendant sur 5 000 hectares. Cette réserve avait été créée par le gouvernement vietnamien le 9 août 1986 et élargie à 41 132 ha en 1991.
Le 12 décembre 2001, le Premier ministre vietnamien a transformé cette réserve en parc national par la décision 189/2001/QĐ-TTG. Le parc a été créé pour protéger les ressources de la forêt, en particulier la biodiversité, et préserver la valeur scientifique de la faune et de la flore, notamment des espèces indigènes rares, dans la région de la côte centrale du Nord. Le parc couvre une superficie totale de 857,54 km2 divisée en trois zones : la zone strictement protégée (648,94 km2), la zone écologique de rétablissement (174,49 km2) et la zone administrative de service (34,11 km2).

## Climat
Comme le reste de la région de côte centrale du Nord et de la province de Quảng Bình en particulier, le climat de ce parc national est tropical, chaud et humide.
La température moyenne annuelle est de 23 à 25 °C, avec un maximum de 41 °C l'été et un minimum de 6 °C l'hiver. Les mois les plus chauds dans cette région sont juin, juillet et août, avec une température moyenne de 28 °C, et les mois les plus froids sont décembre, janvier et février, avec une température moyenne de 18 °C.
On compte plus de 160 jours de pluie par an. Les précipitations annuelles sont de 2 000 à 2 500 millimètres ; aucun mois n'est sans pluie, même si 88 % des précipitations ont lieu entre juillet et décembre. L'humidité relative annuelle moyenne est 84 %.

## Histoire

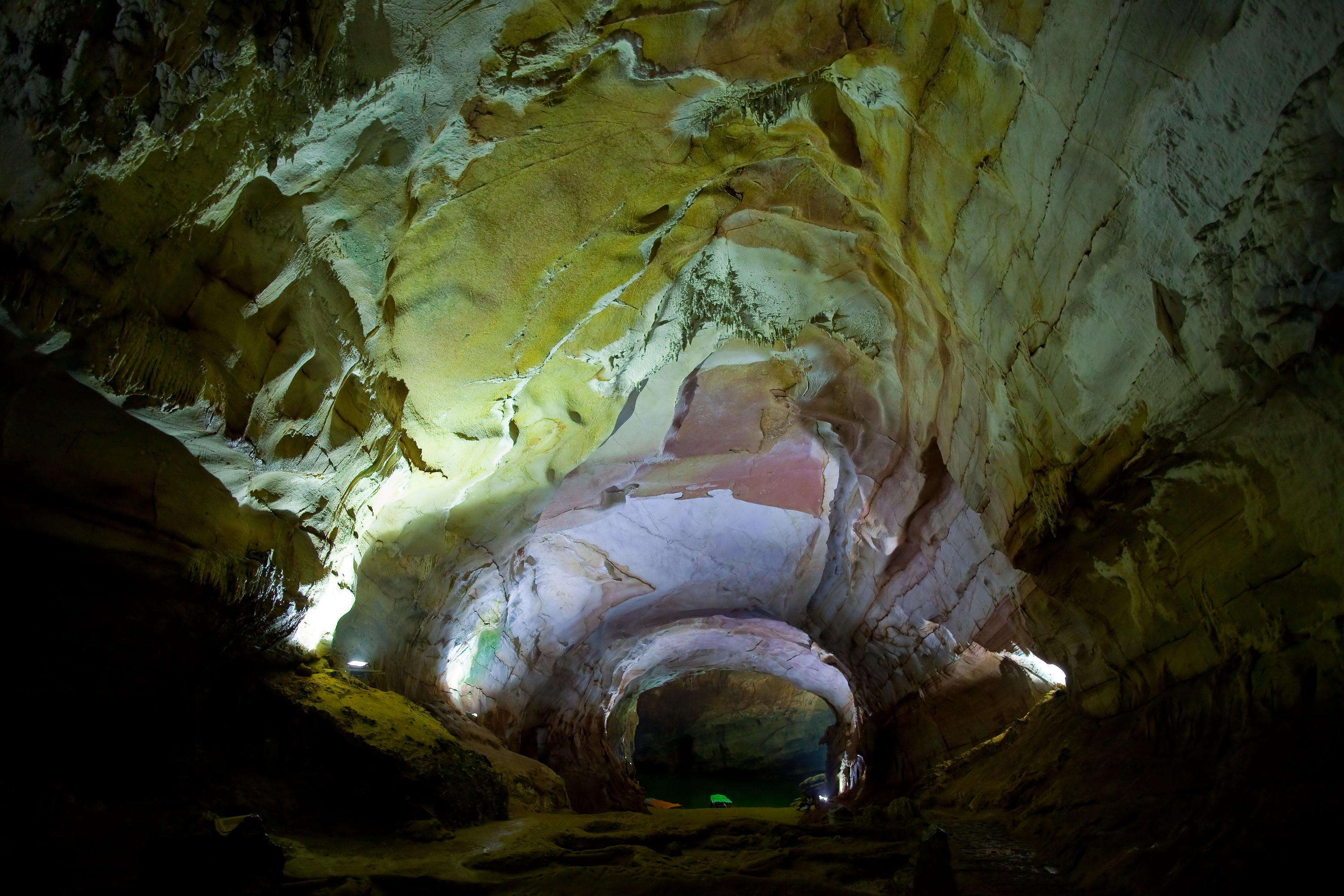
Phong Nha-Kẻ Bàng

Les preuves les plus anciennes d'une activité humaine dans la région sont des têtes de hache néolithiques et des objets similaires découverts dans certaines des cavernes. Phong Nha – Kẻ Bàng abrite des vestiges archéologiques et historiques, notamment une inscription hiéroglyphique antique de la minorité Cham.
Des inscriptions du royaume de Champa, trouvées sur des stèles et des autels dans la caverne, indiquent le passage de populations Cham. En 1550, Dương Văn An (en) est le premier auteur vietnamien à mentionner dans ses textes la caverne de Phong Nha. La caverne est décrite sur neuf urnes de la citadelle de la dynastie Nguyễn à Hué. En 1824, la caverne de Phong Nha a été baptisée par l'empereur Minh Mạng du nom de « Diệu ứng chi thần » (Chữ nho : 妙應之神) ; elle a été également désignée par les souverains de la dynastie Nguyễn sous le nom de « Thần hiển linh » (Chữ nho : 神顯靈).
À la fin du XIXe siècle, le prêtre catholique français Léopold Michel Cadière a conduit une expédition dans la caverne de Phong Nha, et y a découvert à cette occasion des inscriptions datant du Royaume de Champa. En juillet 1924, un explorateur anglais, Barton, a déclaré que la caverne de Phong Nha n'avait rien à envier, sur le plan de la beauté, à des cavernes célèbres comme le gouffre de Padirac (France) ou les grottes du Drach (Espagne).

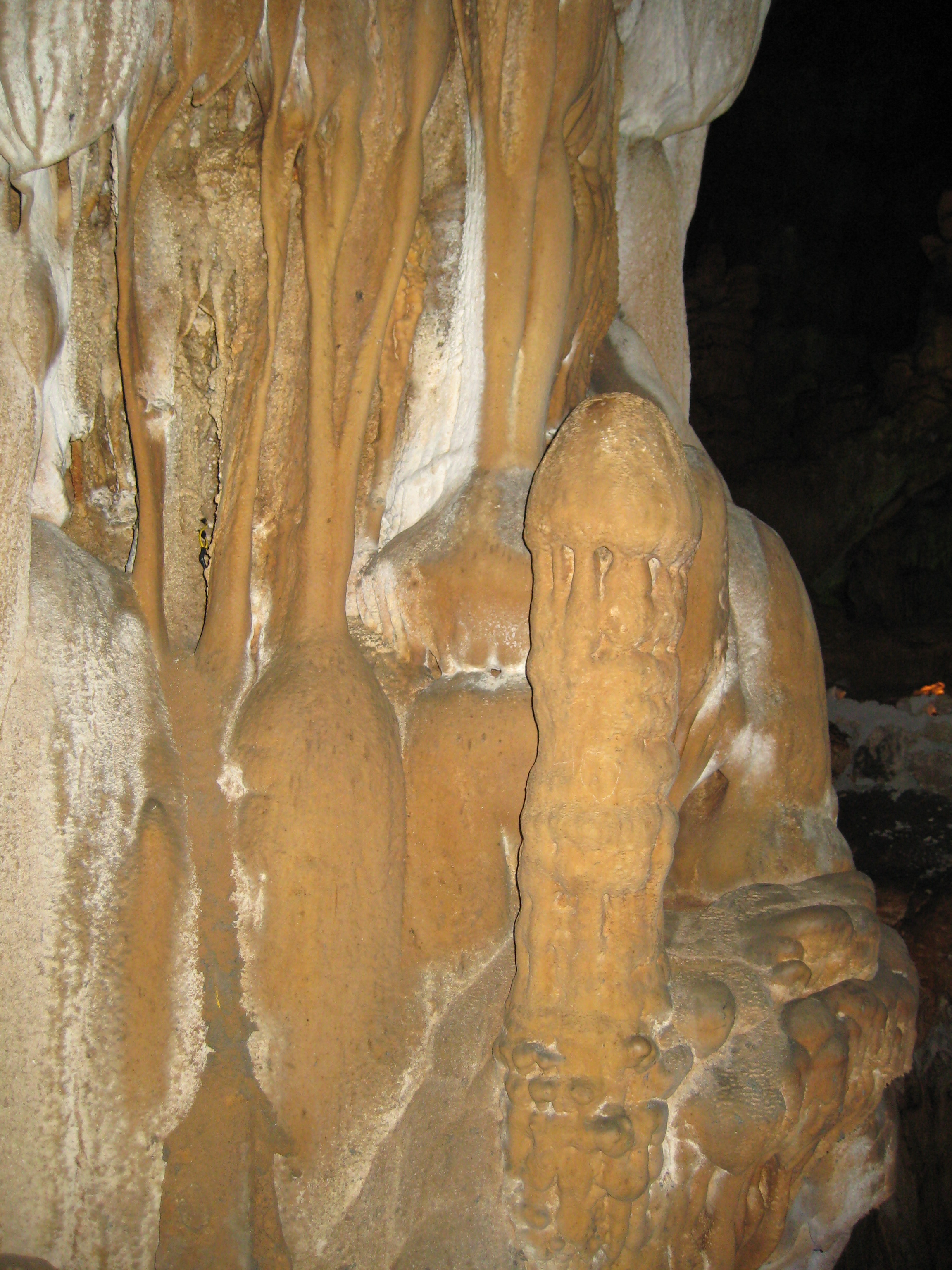
Une stalagmite dans la « caverne sèche ».

En 1935, une nouvelle caverne a été découverte fortuitement par un habitant du cru. Elle a reçu le nom de caverne de Tiên Sơn (soit littéralement caverne de contes de fées). Le fait de n'être pas parcourue par une rivière souterraine lui a également valu le nom de « caverne sèche ».
En 1937, le bureau du tourisme du gouvernement général de l'Indochine française a publié une brochure pour présenter le tourisme à Quang Binh et mettre en valeur la caverne de Phong Nha, considérées dès cette époque comme l'un des sites les plus intéressants d'Indochine.
À la fin du XIXe siècle, l'empereur Hàm Nghi avait utilisé cette caverne comme base d'opérations de la résistance vietnamienne contre la colonisation française. Pendant la guerre du Viêt Nam, les cavernes ont été réutilisées comme base, cette fois par l'Armée populaire vietnamienne ; cette base comportait le bac de Xuân Son, une étape de la piste Hô Chi Minh, les grottes de six sœurs, la grotte de Neuf Étages, le bac de Nguyễn Văn Trỗi et les grottes de Tuyên Hóa et Minh Hoa.
Avant 1990, plusieurs explorations ont été conduites par des Vietnamiens et par des équipes étrangères. En 1990, pour la première fois, l'université de Hanoï a accepté l'offre de coopération de l'association britannique de spéléologie ; une expédition conjointe, ayant pour but l'étude de la caverne de Vom, a rassemblé un groupe de la British Cave Research Association, et des membres de la Faculté de géologie et géographie de l'université nationale du Viêt Nam de Hanoï sous la direction d'Howard Limbert. À la suite de ces recherches, il a été proposé à l'UNESCO d'inclure le site au patrimoine mondial.
En 1992, un groupe composé de douze scientifiques britanniques et six professeurs de l'université de Hanoï a terminé l'exploration des 7 729 m de la caverne de Phong Nha et des 13 690 m de la caverne de Vom, ainsi que de grottes et cavernes adjacentes.
En 1994, une troisième exploration a été effectuée par un groupe comptant onze scientifiques britanniques et cinq professeurs de l'université de Hanoï.
Les résultats de ces trois explorations ont apporté aux autorités vietnamiennes une meilleure connaissance de l'ensemble des cavernes et des grottes, ce qui a facilité le développement de protections, de planifications et l'essor du tourisme.
En 2005, les scientifiques de la British Cave Research Association ont découvert une nouvelle caverne, qu'ils ont appelée caverne du paradis (Dộng Thiên Đường). Celle-ci est plus grande et probablement plus ancienne que la caverne de Phong Nha,. Le 1er juin 2006, le ministère de la culture et l'information vietnamien a publié une série de timbres commémorant cette découverte.
En avril 2009, des chercheurs britanniques ont découvert la plus grande grotte du monde, baptisée Son Dông. Selon The Daily Telegraph, la plus grande cavité ferait plus de 5 km de long, 200 mètres de haut et 150 mètres de large, soit le double des dimensions de la plus grande grotte commue jusqu'ici, située en Malaisie. Sa longueur totale serait de 6,5 km. Lors de cette expédition, ils ont répertorié 20 nouvelles cavités, pour une longueur totale de près de 56 km, ce qui porte le nombre de sites spéléologiques de la région à 150.
Le système des cavernes de Phong Nha s'étend sur une longueur totale de 62 km, selon le nouveau chiffre fourni par les explorateurs britanniques.

## Géologie
Phong Nha - Kẻ Bàng est l'une des deux plus grandes régions calcaire du monde. Elle bénéficie de conditions géomorphiques, géologiques et biotiques différentes de celles des 41 autres sites karstiques enregistrés au patrimoine mondial de l'UNESCO. Son karst date du paléozoïque, soit d'environ 400 millions d'années, ce qui en fait le plus ancien du continent asiatique. Il a été soumis à des changements tectoniques massifs, et comporte une série de types de roche intercalées de manière complexe ; ainsi, les calcaires de Phong Nha sont intercalés avec un certain nombre d'autres roches.
On trouve sept niveaux différents de karst, en raison du soulèvement tectonique et des variations du niveau de la mer. Ainsi, le paysage de karst de Phong Nha-Kẻ Bàng est extrêmement complexe avec une grande diversité géologique et beaucoup de configurations géomorphologiques d'importance considérable. La solution sulfureuse et l'action hydrothermale ont également joué un rôle important dans la formation du paysage et de ses cavernes, bien que ceci n'ait pas encore été correctement évalué.
L'actuelle région de Phong Nha-Kẻ Bàng est la résultante de cinq étapes de l'histoire géologique de la Terre, durant lesquelles la croûte terrestre a beaucoup bougé dans ce secteur : 
- Ordovicien - début du Silurien (environ 450 mA)
- dévonien Moyen-Supérieur (environ 340 mA)
- Carbonifère-Permien (environ 300 mA)
- Étape orogénique mésozoïque
- Étape cénozoïque.

Si le parc national Hin Namno (en) à l'ouest (au Laos) et celui de Phong Nha devaient être combinés en une réserve continue, l'ensemble deviendrait la plus grande forêt de karst d'Asie du Sud-Est (317 754 ha).
Outre le modelé karstique, le parc présente trois types de modelés non-karstiques : des reliefs de basse et moyenne altitude formés de roches plutoniques, des reliefs de moyenne altitude formés par les surfaces structurales de séries crétacées d'origine terrigène et des petits reliefs formés par les surfaces structurales de séries terrigènes d'autres époques.
Les reliefs karstiques de la région sont formés de karst tropical. Leur structure géologique et leur réseau hydrographique souterrain sont plus anciens et plus complexes que ceux des trois autres parcs nationaux d'Asie du Sud-Est inscrits comme site du patrimoine mondial de l'UNESCO (le parc national du Gunung Mulu en Malaisie, le parc national de la rivière souterraine de Puerto Princesa à Palawan aux Philippines et le parc national de Lorentz dans l'Irian occidental en Indonésie).

## Topographie

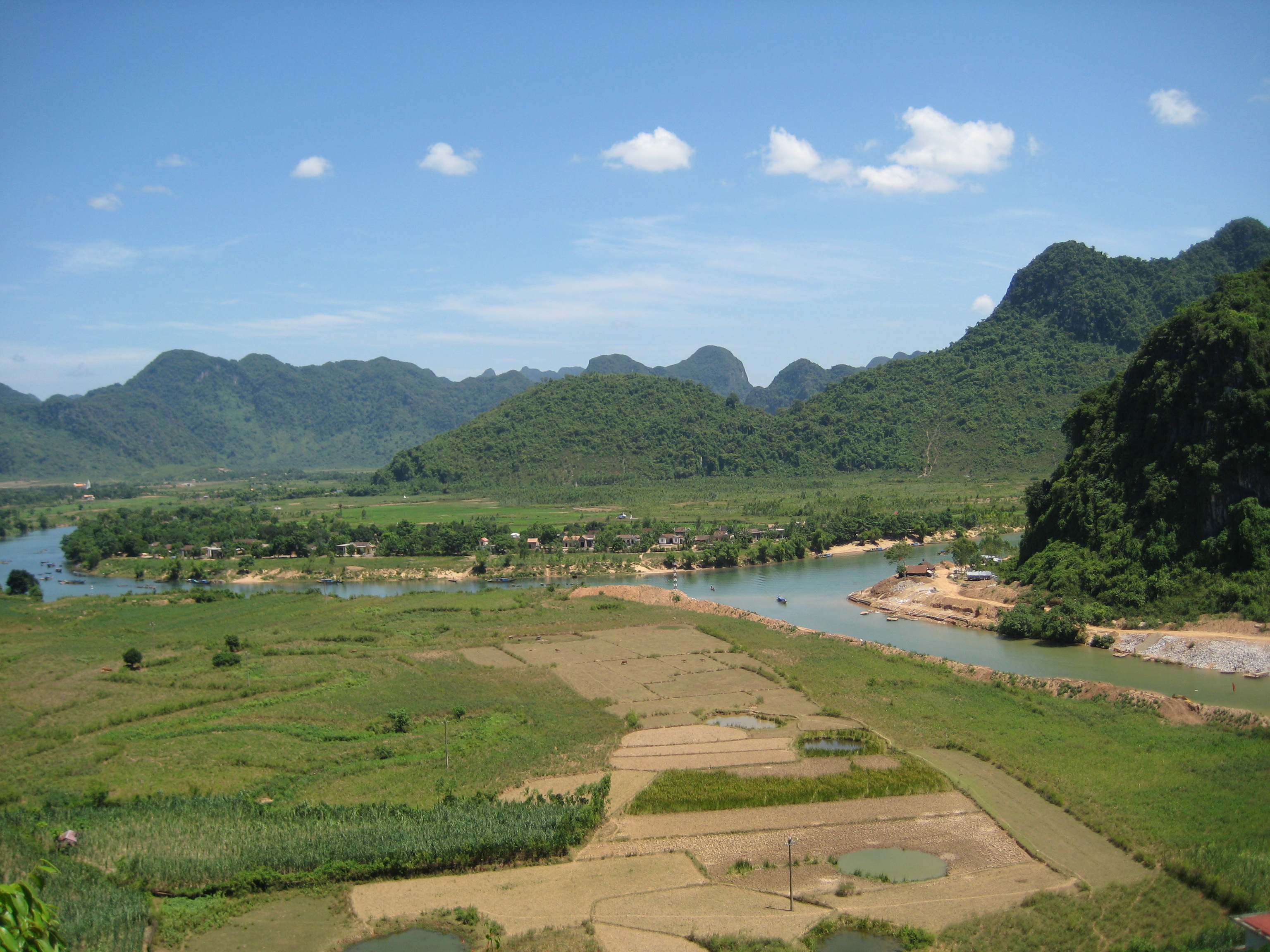
Les montagnes du parc national.

Phong Nha-Kẻ Bàng comporte également deux douzaines de montagnes atteignant plus de 1 000 mètres de hauteur. Les sommets les plus remarquables sont celles de Co-Rilata (1 128 m) et Co-Preu (1 213 m).
Les montagnes du secteur karstique du parc forment une chaine continue le long de la frontière entre le Laos et le Viêt Nam. Parmi les sommets notables de plus de 1 000 m, on compte :
| - Phu-Tạo (1 174 m) - Co-Unet (1 150 m) - Phu-Canh (1 095 m) - Phu-Mun (1 078 m) - Phu-Tu-En (1 078 m) - Phu-On-Chinh (1 068 m) |  |  | - Phu-Dung (1 064 m) - Phu-TU-Ôc (1 053 m) - Phu-Long (1 015 m) - Phu-Ôc (1 015 m) - Phu-Dong (1 002 m) |

Entre eux s'insèrent des sommets de 800 à 1 000 m :
| - Phu Sinh (965 m) - Phu Co tri (949 m) - Phu On Boi (933 m) - Phu-Tu (956 m) |  |  | - Phu-Toan (905 m) - Phu-Phong (902 m) - Ma-Ma (835 m) |

Les zones non-karstiques sont moins importantes. Leurs sommets font de 500 à 1 000 m, avec des vallées profondes et des pentes dépassant 25-30°[réf. souhaitée]. Parmi les vallées étroites parcourues de torrents, on peut citer celle d'Am, celle de Cha Lo, celle de Chua Ngút et celle de la Rao Thuong tout à fait au sud. Les sommets les plus notables sont : PhuTocVu (1 000 m), Mã Tác (1 068 m), Cổ Khu (886 m), U Bò (1 009 m), Co-Rilata (1 128 m). Le plus haut sommet du secteur non-karstique, le Co-Preu (1 213 m), est également le plus haut du parc. Il se trouve au sud du parc.

## Hydrographie
Outre ses grottes et de cavernes, Phong Nha possède le plus long fleuve souterrain. Le Son et le Chày sont les principaux cours d'eau du parc, où ils ont formé la plupart des cavernes. Le Son s'enfonce dans la caverne de Phong Nha et continue sous terre, sous le nom lao de Nam Aki. Il émerge 20 kilomètres au sud de la montagne de Pu Pha Dam.
Il y a plus de dix torrents, sources et chutes d'eau spectaculaires dans la région de Phong Nha-Kẻ Bàng : chutes de Gió, chutes de Madame Loan, torrent de Mọc jaillissant d'un massif de calcaire, et torrent de Trạ Ang.

## Les grottes

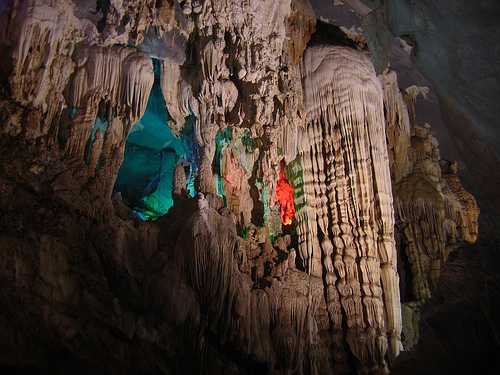
Une grotte au parc national de Phong Nha-Kẻ Bàng.

La formation karstique du parc national de Phong Nha-Kẻ Bàng, remontant au Paléozoïque (400 millions d’années avant notre ère), est la plus ancienne des régions karstiques importantes d'Asie. À la suite des importants changements tectoniques, le paysage karstique du parc est extrêmement complexe et présente de nombreuses caractéristiques géomorphologiques très importantes. Il offre des phénomènes spectaculaires, dont de nombreuses grottes et rivières souterraines s’étendant sur plus de 65 kilomètres.
Parmi les autres sites karstiques remarquables d’Asie, on trouve :
- les grands sites au Viêt Nam et en Chine,
- les grottes de Niah et Gomantong en Malaisie orientale, qui présentent une grande biodiversité et une grande importance paléontologique et archéologique,
- de nombreuses zones karstiques en Indonésie, notamment les sites des Gunung Sewu à Java, un des archétypes de forme de relief karstique tropical,
- les vastes réseaux de grottes et de rivières souterraines de Papouasie-Nouvelle-Guinée tels qu’Atea Kanada, Mamo Kanada, Selminum Tem et les montagnes de Nakanai en Nouvelle-Bretagne,
- de nombreux parcs nationaux en Thaïlande
- les grandes régions karstiques encore peu explorées du Laos.

Beaucoup de ces sites sont toutefois plus jeunes et beaucoup moins complexes et ne rivalisent pas avec Phong Nha-Kẻ Bàng du point de vue de leur contribution à la connaissance de l’histoire géologique de la région. Le seul qui rappelle beaucoup Phong Nha-Kẻ Bàng est le karst voisin de Hin Namno et Khammouane au Laos. Selon des critères généraux, qui tiennent compte de la totalité du système karstique, le Phong Nha-Kẻ Bàng doit être vu comme un des sites karstiques les plus importants d’Asie du Sud-Est. Cependant, comme pour bien d’autres aspects du site, on manque de connaissances et de travaux de recherche complets, de sorte que l’importance du site ne sera totalement établie que lorsqu’il aura été étudié avec autant de rigueur que les autres sites.
Le parc comporte la plus grande caverne du monde, située dans la région rocheuse à l'ouest de Quang Binh, dans l'ensemble spéléologique de Phong Nha-Kẻ Bàng ; elle n'a été découverte que fin mars 2009, par des explorateurs, membres de l'Association spéléologique du Royaume-Uni.

### Grotte deThien Duong
En 2005, une équipe de spéléologues de l’Association royale de Grande-Bretagne a découvert dans le parc national une nouvelle grotte baptisée Thien Duong (« Paradis »).

### GrotteSơn Đoòng
En avril 2009, une caverne longue de 6,5 kilomètres pour une largeur de 150 mètres a été découverte dans le parc. Ce site, qui fait partie des vingt nouvelles cavités identifiées par le groupe d'explorateurs britanniques, est proclamé « la plus grande caverne du monde ». Son nom vietnamien, Hang Sơn Đoòng signifie la « caverne de la montagne »,.
La plus grande salle de Sơn Doong mesure plus de cinq kilomètres de long, 200 mètres de haut et 150 mètres de large. Avec ces dimensions énormes, Son Doong dépasse la Deer Cave du parc national du Gunung Mulu en Malaisie, pour prendre le titre de la plus grande ouverture, pour une grotte naturelle, du monde (car la plus grande cave ou « chambre » du monde reste la « Sarawak Chamber » situé elle aussi dans le parc du Gunung Mulu en Malaisie). La rivière souterraine coulant dans la caverne a empêché les explorateurs d'aller plus loin, et ils n'ont pu en estimer la longueur qu'en utilisant une torche électrique. Ils effectueront davantage d'explorations dans un avenir proche.
La caverne avait été découverte par un habitant en 1991, mais il n'a pu se rappeler le chemin qui y menait avant janvier 2008. De fin mars au 14 avril 2009, il a aidé les explorateurs à traverser 10 kilomètres de forêt pour accéder à l'entrée de la caverne. En raison de la difficulté à atteindre la caverne ainsi que des conditions dangereuses à l'intérieur, celle-ci ne sera ouverte qu'aux scientifiques dans un avenir proche.

## Faune et flore
Couvrant une superficie de plus de 200 000 hectares, le parc national Phong Nha-Kẻ Bàng se compose de nombreuses grottes magnifiques, de sites archéologiques et de vestiges historiques précieux et d'une forêt tropicale naturelle à une haute biodiversité.
Il existe en Asie du Sud-Est trois autres aires forestières protégées ayant le statut de bien de patrimoine mondial :
- les sanctuaires de faune de Thungyai-Huai Kha Kheng en Thaïlande (forêt tropicale sèche),
- le parc national d'Ujung Kulon dans la province de Banten en Indonésie (forêt tropicale humide),
- le parc national de Lorentz, avec ses 3,5 millions d’hectares dans la province de Papouasie, également en Indonésie. Ce dernier est la plus grande aire protégée d’Asie du Sud-Est et comprend une des forêts tropicales les plus vastes de la région.

Les valeurs de biodiversité forestière du Phong Nha-Kẻ Bàng actuellement connues sont probablement moins riches que celles des trois sites concernés. Toutefois, si la région proposée était agrandie, notamment pour assurer le lien avec les écosystèmes karstiques de Parc National de Phong Nha-Kẻ Bàng g (Viêt Nam) ID No 951 Rev 61 Hin Namno et Khammoune, en RDP lao (qui sont toutes deux des aires protégées), elle formerait une région d’importance extrêmement élevée pour la conservation de la biodiversité forestière. Les forêts contiguës au Laos sont considérées comme des zones prioritaires pour la conservation et protègent des écosystèmes forestiers qui présentent des niveaux élevés d’endémisme des espèces. Un tel système d’aires protégées transfrontalières constituerait l’une des plus grandes zones survivantes de forêts karstiques d’Asie du Sud-Est sur une superficie de 317 754 ha.

### Flore

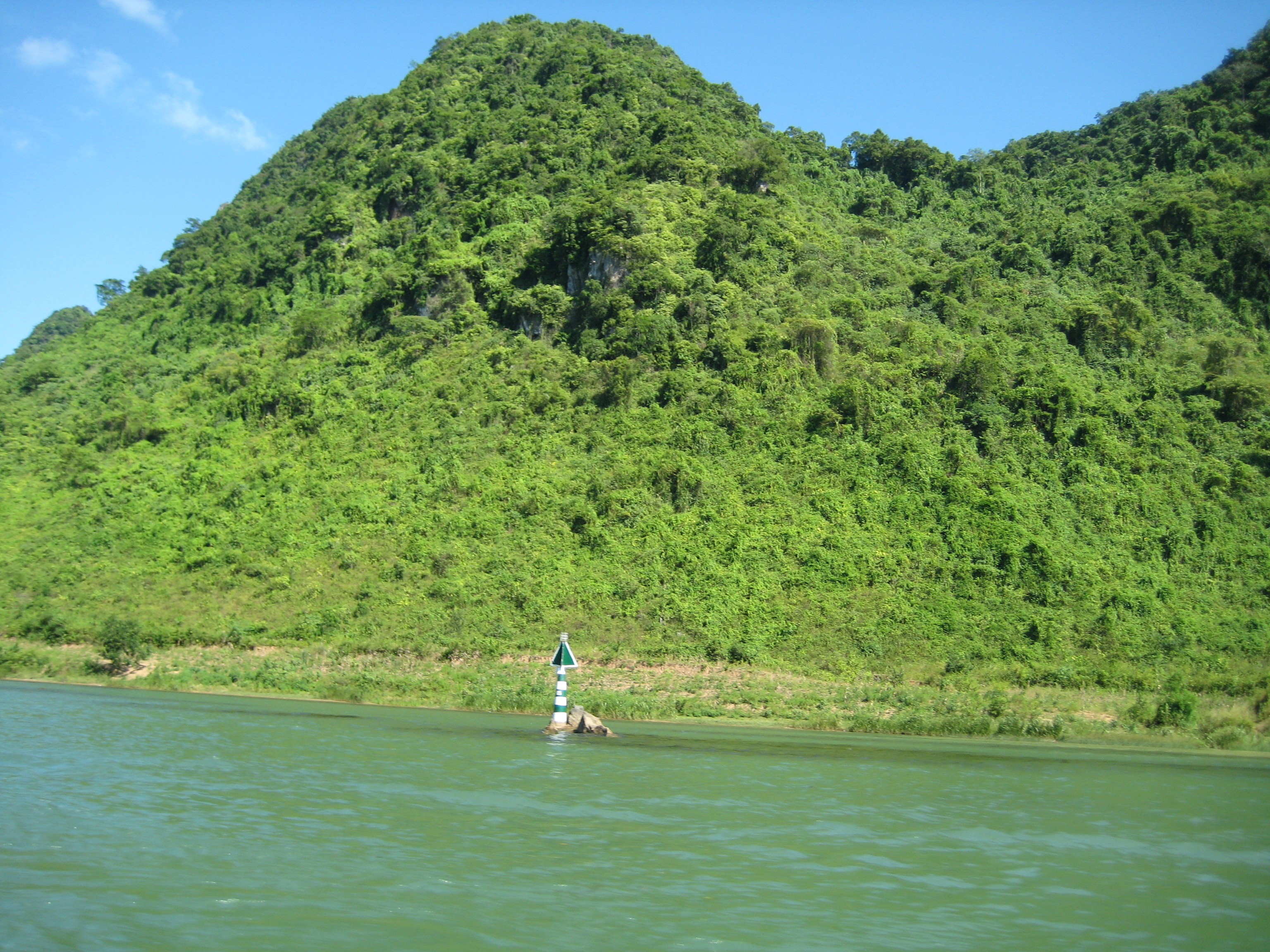
Arbres sur une butte calcaire, paysage typique du parc.

La forêt abrite 735 espèces de plantes vasculaires décrites, réparties en 413 genres et 140 familles, dont 36 espèces figurent dans le Livre Rouge du Viêt Nam.
Les espèces d'arbre les plus communes du parc sont Hopea sp., Sumbaviopsis albicans, Garcinia fagraeoides, Burretiodendron hsienmu, Chukrasia tabularis (en), Photinia aroboreum et Dysospyros saletti. Leurs graines peuvent seulement se développer dans les trous et les fissures du calcaire où le sol s'est accumulé, ce qui ralentit la régénération de la forêt lorsqu'elle est endommagée.
La forêt est dominée par des espèces à feuilles persistantes, avec des arbres à feuilles caduques épars, tels que Dipterocarpus kerrii, Anogeissus acuminate, Pometia pinnata et Lagerstroemia calyculata. Les familles botaniques dominantes sont les lauracées, Fagacaeae, Theaceae et Rosaceae, avec certains gymnospermes dispersés tels que Podocarpus imbricatus, Podocarpus neriifolius et Nageia fleuryi,.
Il existe une forêt de 50 km2 de Calocedrus macrolepis (Calocedrus rupestris) sur des collines calcaires, comptant environ 2,5 millions d'arbres. C'est la plus grande forêt de cet arbre au Viêt Nam. La plupart d'entre eux ont entre 500 et 600 ans. Ces arbres font partie du groupe 2A (rare, précieux et d'exploitation limitée) dans la lettre officielle 3399/VPCP-NN datée du 21 juin 2002, un amendement au décret 48 du gouvernement du Viêt Nam,. L'université de la nature de l'université nationale du Viêt Nam de Hanoï, associée au centre de recherches du parc national de Phong Nha-KeBang, a découvert 1 320 autres espèces dans le parc, dont certaines sont considérées comme particulièrement rares et précieuses,.
Les biologistes ont découvert 3 espèces rares d'orchidées : Paphiopedilum malipoense (en), Paphiopedilum dianthum et Paphiopedilum concolor (en). En 1996, l'UICN a classifié ces espèces d'orchidée comme en danger d'extinction dans un proche avenir.
Les espèces endémiques du parc sont Burretiodendron hsienmu, Cryptocarya lenticellata, Deutrizanthus tonkinensis, Pareas hamptoni, Heritiera macrophylla, Hopea sp., Illicium parviflorum (en), Litsea baviensis, Madhuca pasquieri, Michelia faveolata, Pelthophorum tonkinensis, Semecarpus annamensis et Sindora tonkinensis (en),.

### Faune

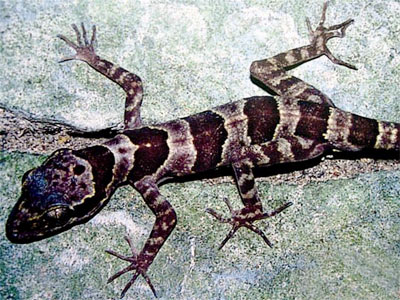
Cyrtodactylus phongnhakebangensis au Phong Nha-Kẻ Bàng.

Dans le parc national vivent 381 espèces de vertébrés, dont 65 de mammifères, 260 d'oiseaux, 53 de reptiles, 22 d'amphibiens et 61 de poissons d'eau douce,, dont Gekko scientiadventura et Cyrtodactylus phongnhakebangensis,.
D'autres grands mammifères en danger incluent le Serow (Capricornis sumatraensis), Muntiacus vuquangensis (muntjac géant) et probablement le Saola (Pseudoryx nghetinhensis). L'ours noir d'Asie (Selenarctos thibetanus) et l'Ours malais (Helarctos malayanus) sont confirmés. Parmi les mammifères plus petits, on compte le Pangolin javanais, et le lièvre rayé récemment découvert, appelé localement tho van (Nesolagus timminsi). Dix espèces de chauve-souris énumérées dans la liste d'UICN d'espèces menacées ont été recensées dans ce parc.
Une première étude menée par les scientifiques russes et vietnamiens du centre tropical de la Viêt Nam-Russie (financé par WWF) a enregistré 259 espèces de papillon appartenant à 11 familles. Presque tous les taxa importants de papillons au Viêt Nam sont représentés dans le parc.
Des 59 espèces enregistrées de reptile et d'amphibie, 18 sont sur la Liste rouge du Vietnam et 6 sur la Liste rouge de l'UICN des espèces menacées. Les 72 espèces de poissons incluent quatre espèces endémiques au secteur, dont le Danio quangbinhensis,.
Le parc abrite plus de 200 espèces d'oiseaux, dont plusieurs rares comme la Torquéole à poitrine châtaine, le pic de Rabier, le Calao d'Austen, Stachyris herberti (Timalie de Herbert) et le Pomatorhin à queue courte,. Il y a de bonnes preuves pour le faisan du Viêt Nam (Lophura hatinhensis) et le faisan impérial (Lophura imperialis).

## Tourisme

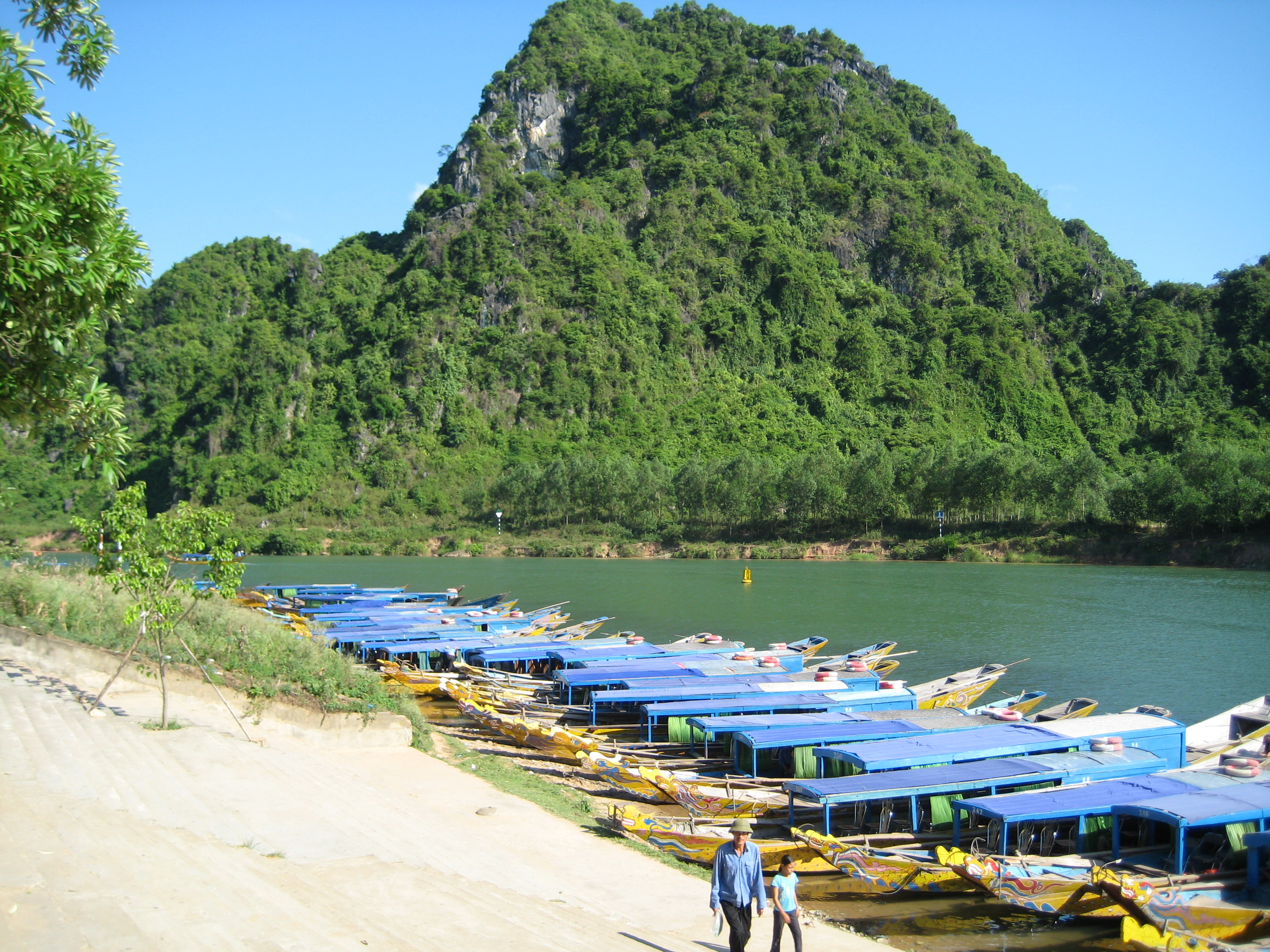
Bateaux pour touristes à Phong Nha-Kẻ Bàng, commune de Sơn Trạch, district de Bo Trach.

Le parc est accessible par la route (1A ou route Hô Chi Minh). Il est situé à 450 kilomètres au sud de Hanoï, 50 km au nord de Đồng Hới et 210 kilomètres de Huế). Il est accessible par voie ferrée à la gare de Đồng Hới ; par voie aérienne grâce à l'aéroport de Đồng Hới (vols depuis l'aéroport international de Nội Bài à Hanoï et l'aéroport international de Tân Sơn Nhất à Hô Chi Minh-Ville jusqu'à l'été 2009),.
Le nombre de touristes a augmenté considérablement depuis que le parc a été classé par l'UNESCO.
Les activités proposées par les agences de voyages locales sont les suivantes : 
- Visite des cavernes et des grottes dans des bateaux et avec des moyens de spéléologie professionnels[35].
- Écotourisme, découverte de la flore et la faune dans les forêts du parc[36].
- Ascension et trekking : les montagnes escarpées dépassant 1 000 m, sont un vrai défi pour les grimpeurs aventureux[35].

Une des excursions possible est de remonter la Chay en canoë vers la forêt primaire, où le fleuve devient sinueux avec plusieurs chutes d'eau et tourbillons, jusqu'à Trộ Moợng. Cette excursion a été examinée et ajoutée par les agences de voyages locales à celle des cavernes. Il existe une chute d'eau de 50 m, la chute de Chai, et une clairière nommée Ran Bò (le champ des taureaux) où les taureaux sauvages viennent habituellement se reproduire à la saison de l'accouplement. Il y a également quelques attractions touristiques intéressantes comme Nước Ngang (Lit. : source horizontale), une source jaillissant horizontalement au lieu de verticalement ; Ðá Nằm (pierre d'accroupissement), une pierre bloquant un torrent ; Chân Thớt (hachoir), une pierre en forme de planche à découper. Le site le plus spectaculaire est Nước Trồi (torrent de surface), un torrent surgissant du sol. Plusieurs torrents parcourent de longues distances, puis disparaissent sous terre.
Grâce au développement de tourisme en ce parc national, quelque 1 000 riverains ont trouvé un emploi. Le centre provincial pour l'écotourisme et la culture de Phong Nha-Kẻ Bàng a actuellement 248 bateaux, créant des emplois pour 500 habitants. Chaque bateau a deux bateliers qualifiés gagnant 70 000 dongs par jour. Ce revenu est relativement haut pour des paysans dans cette province. Le centre a également lancé en 2000 un programme pour former d'anciens bûcherons pour travailler comme photographes pour les touristes et environ 300 anciens bûcherons pratiquent maintenant cette activité.
Afin de faciliter l'accès d'un nombre croissant touristes, l'aéroport de Đồng Hới a été construit et mis en le service en mai 2008, avec des vols vers l'aéroport international de Nội Bài à Hanoï et d'autres prévus vers l'Aéroport international de Tân Sơn Nhất à Hô Chi Minh-Ville à l'été 2009.
En janvier 2009, le Los Angeles Times a cité le parc national de Phong Nha-Kẻ Bàng dans sa liste de « 29 destinations à visiter en 2009 ».

## Gestion administrative
L'administration du parc emploie 115 personnes, parmi lesquels zoologues, botanistes, silvyculteurs, sociologues, économistes. Parmi les problèmes de gestion du parc, ont été signalés un manque d'équipement, notamment d'hélicoptères, et des financements insuffisants, ce qui rend difficile la prévention des problèmes naturels, et la sanction des contrevenants,.
Une zone semi-sauvage de 0,18 km2, entourée une barrière électrique et destinée à sauvegarder les espèces de primates, a été créée dans le parc. Ce projet est commandité par la Société zoologique de Francfort (en) (Allemagne) afin de fournir un sanctuaire pour 10 espèces des primates, parmi lesquels Trachypithecus francoisi hatinhensis et le douc (Pygathrix nemaeus), qui trouvent dans cette zone de protection un habitat adapté.

## Aide internationale
Le 3 novembre 2005, le gouvernement allemand a annoncé une aide évaluée à 12,6 millions d'euros pour l'administration du parc afin de protéger la biodiversité du parc,.
En 2007, le gouvernement allemand a accordé 1,8 million d'euros supplémentaire au gouvernement vietnamien pour la protection de ce parc.
Fauna & Flora International a donné 132 000 euros au service d'administration de parc pour la protection des primates dans le parc national, ainsi que dans la zone-tampon. En 1998, FFI a conduit un projet de formation pour le personnel de gestion du parc. La Commission britannique pour le développement international a commandité des fonds pour que le WWF protège la biodiversité dans le parc et dans la réserve naturelle adjacente de Hin Namno (en), au Laos. FFI a également reçu des fonds pour l'environnement du Département de l'Environnement, de l'Alimentation et des Affaires rurales britannique pour mettre en place une campagne de sensibilisation à la protection de la diversité auprès des touristes et des habitants.

## Photographies

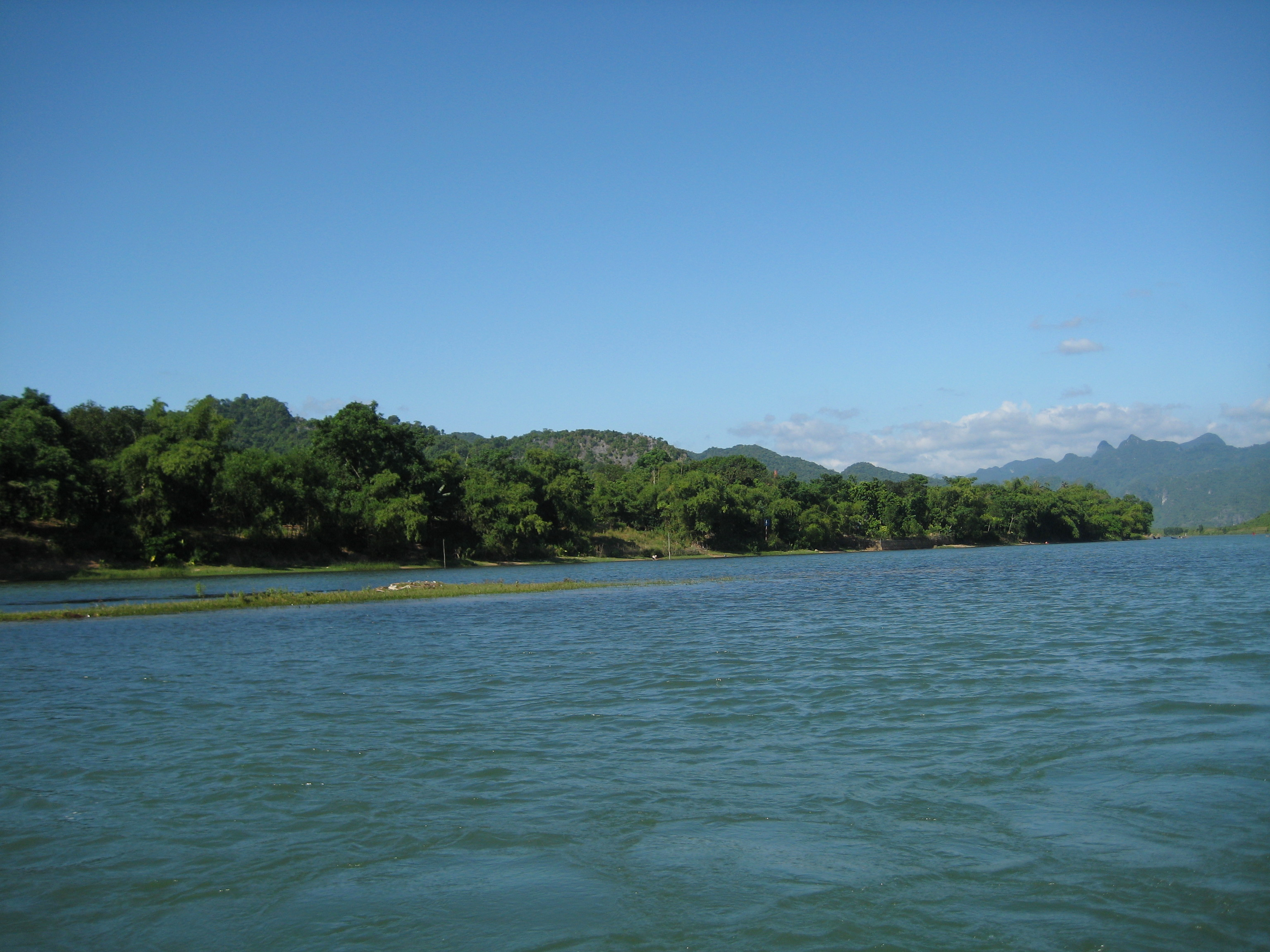
La Son dans le parc national de Phong Nha-Kẻ Bàng
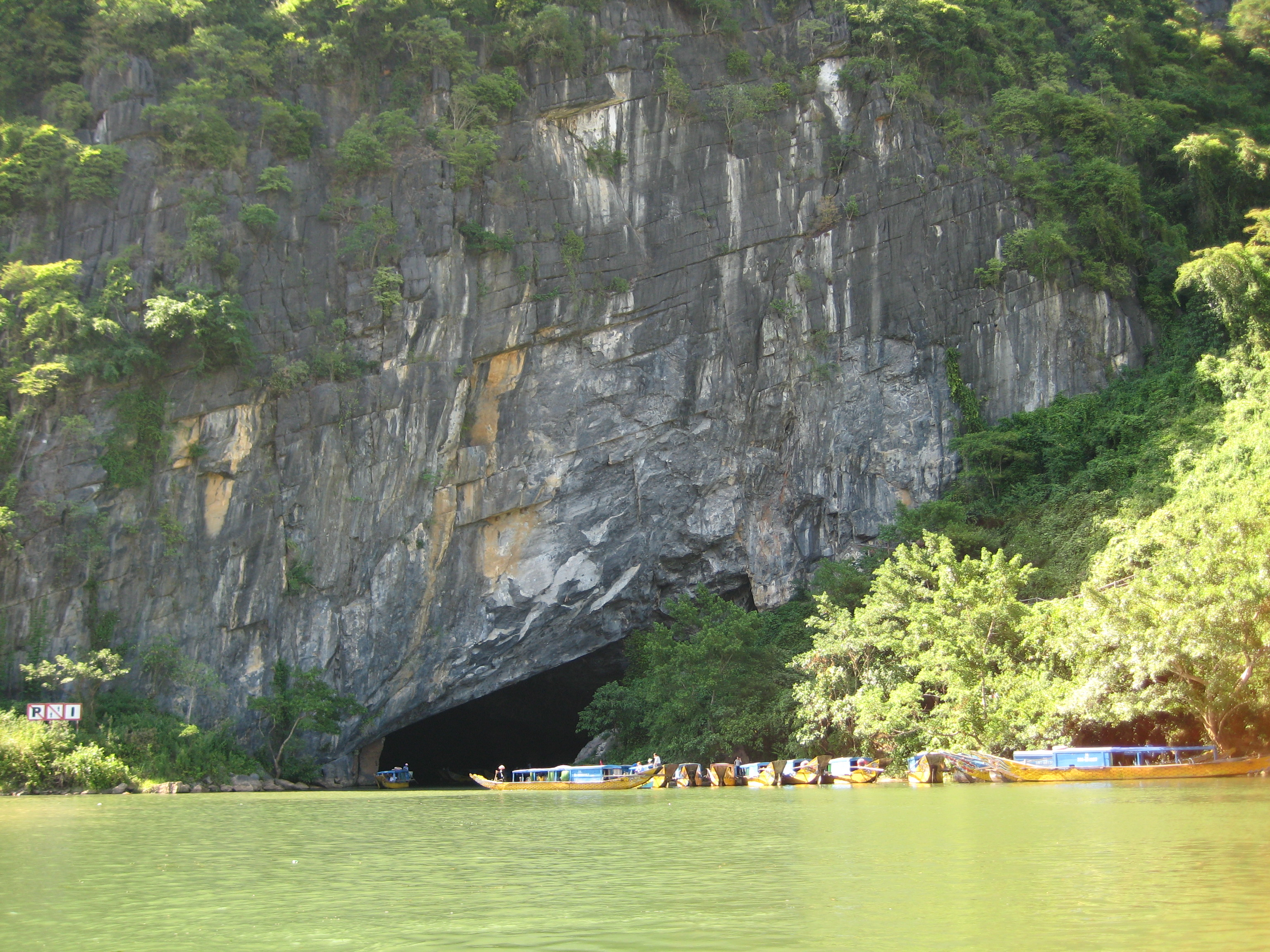
L'entrée de la rivière souterraine dans la grotte de Phong Nha
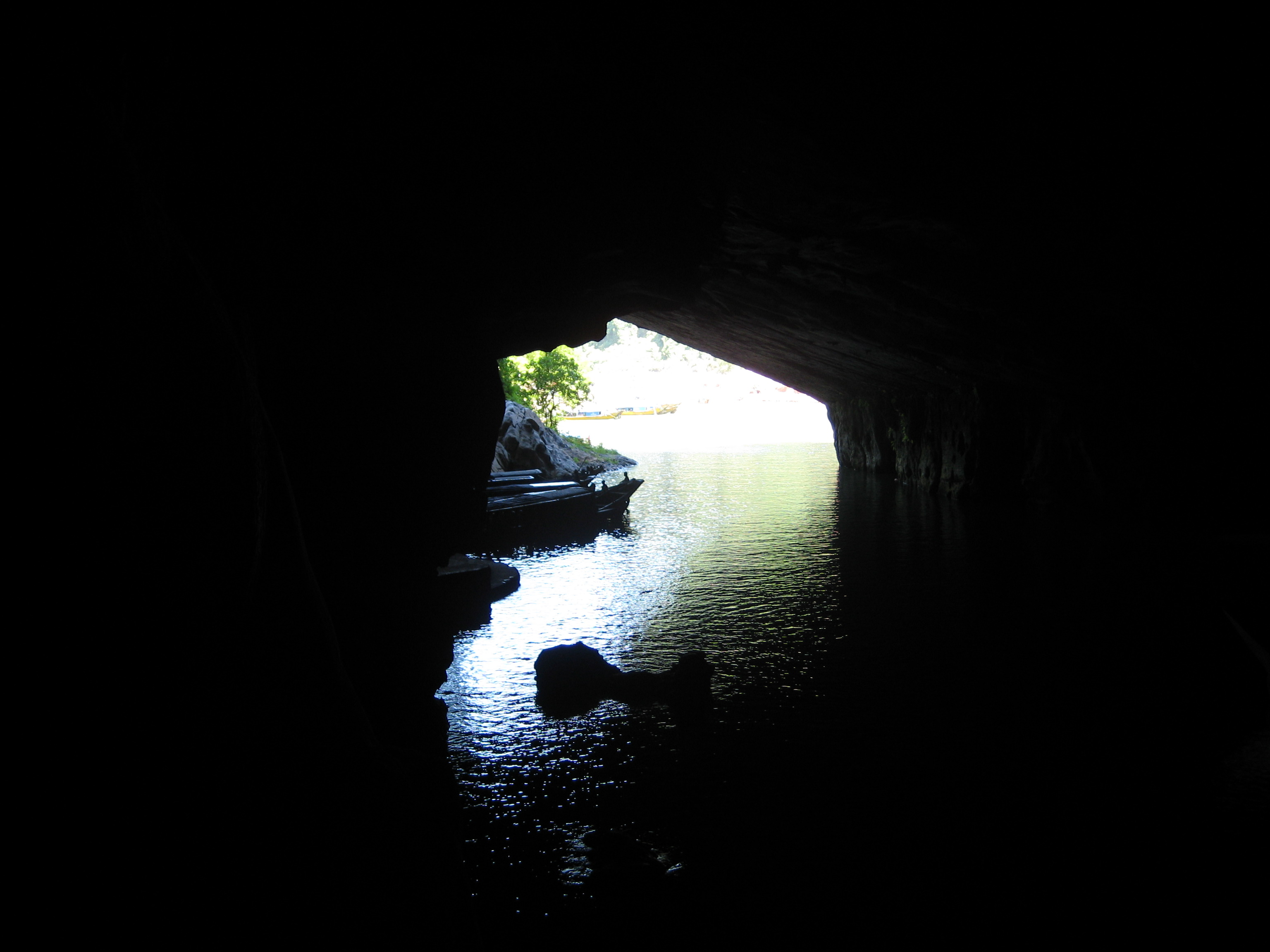
Entrée de la grotte de Phong Nha, vue de l'intérieur
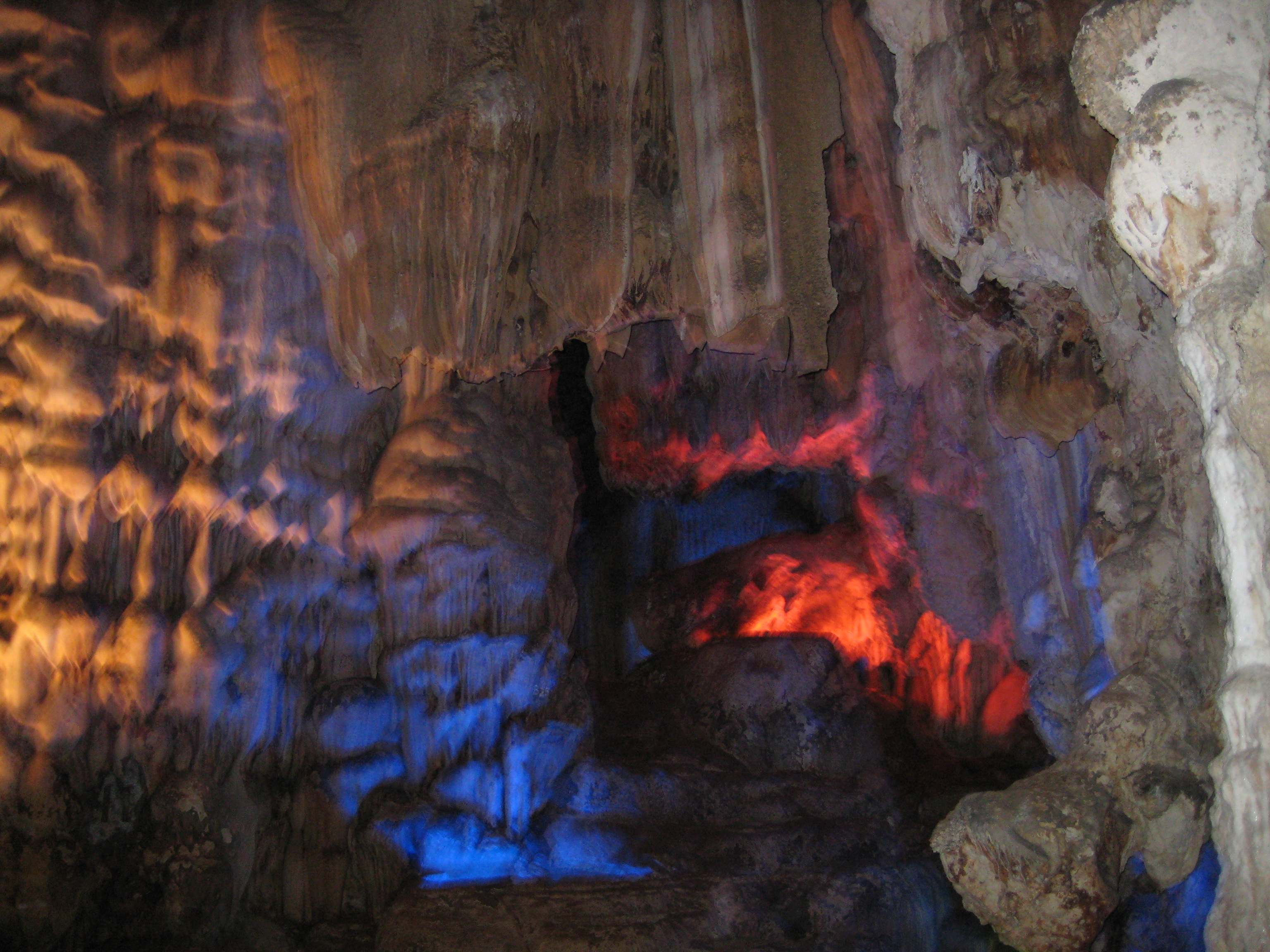
Dans la grotte de Phong Nha
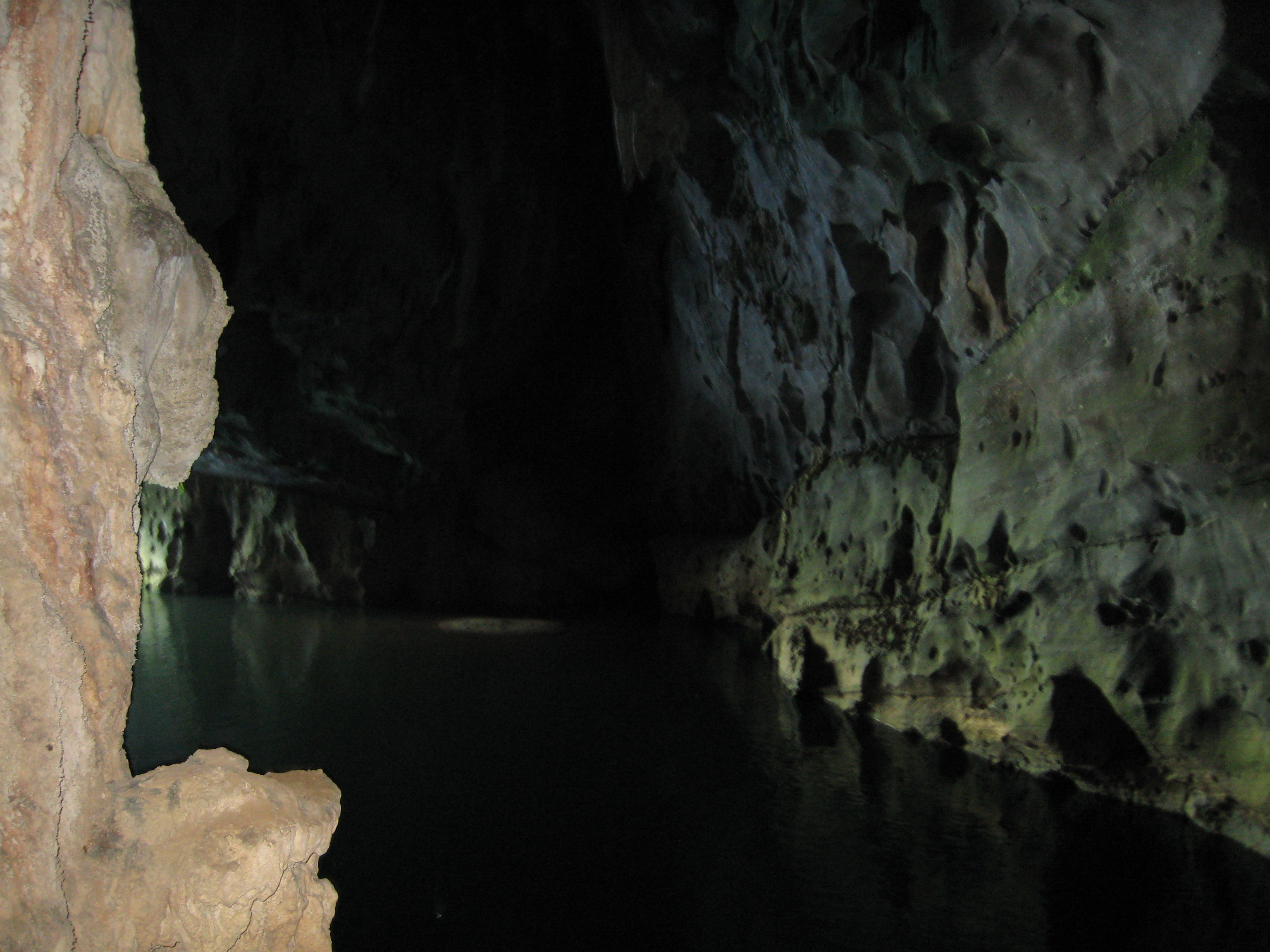
Une rivière souterraine du parc
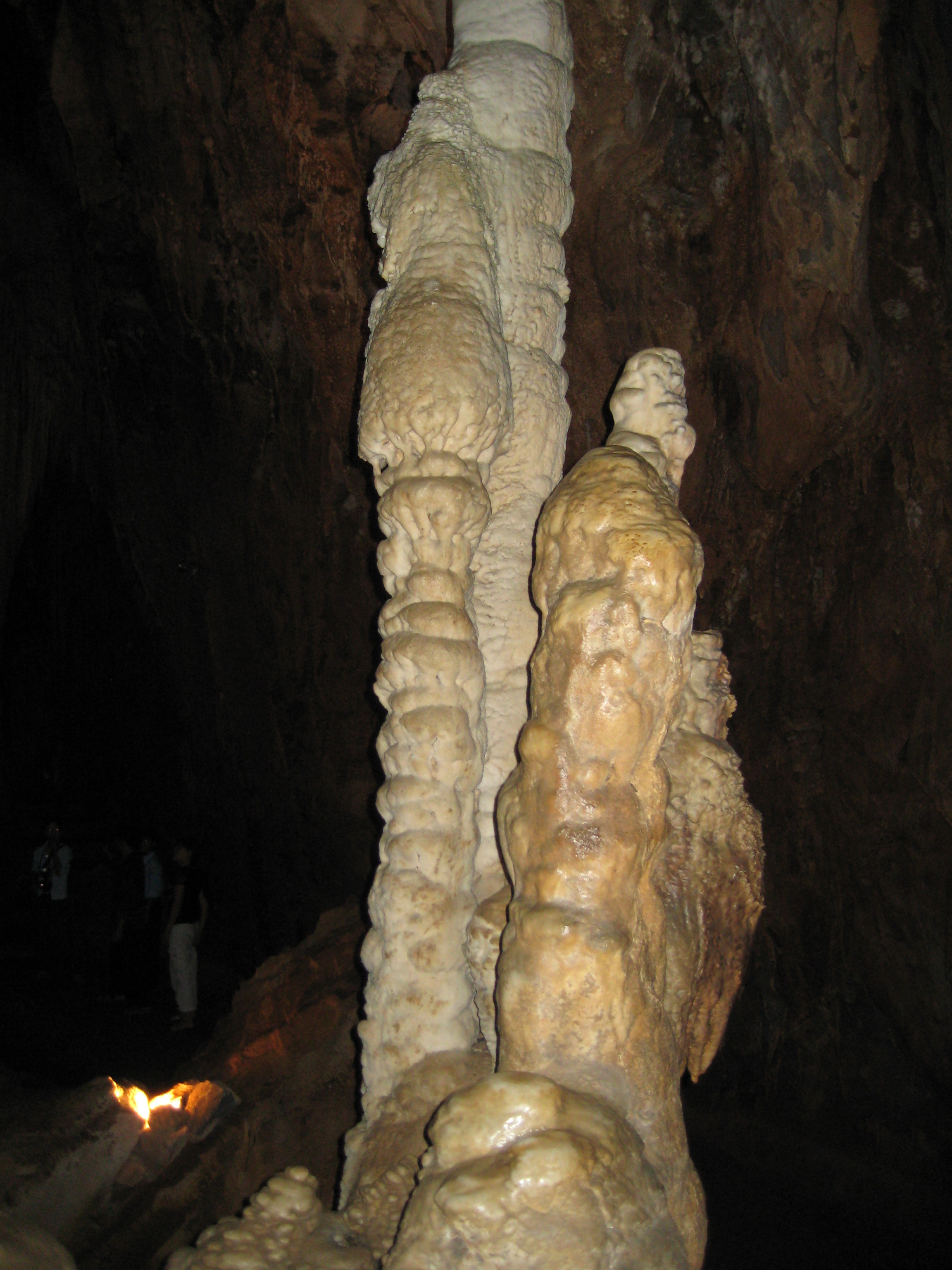
Les stalagmites de la « caverne sèche »
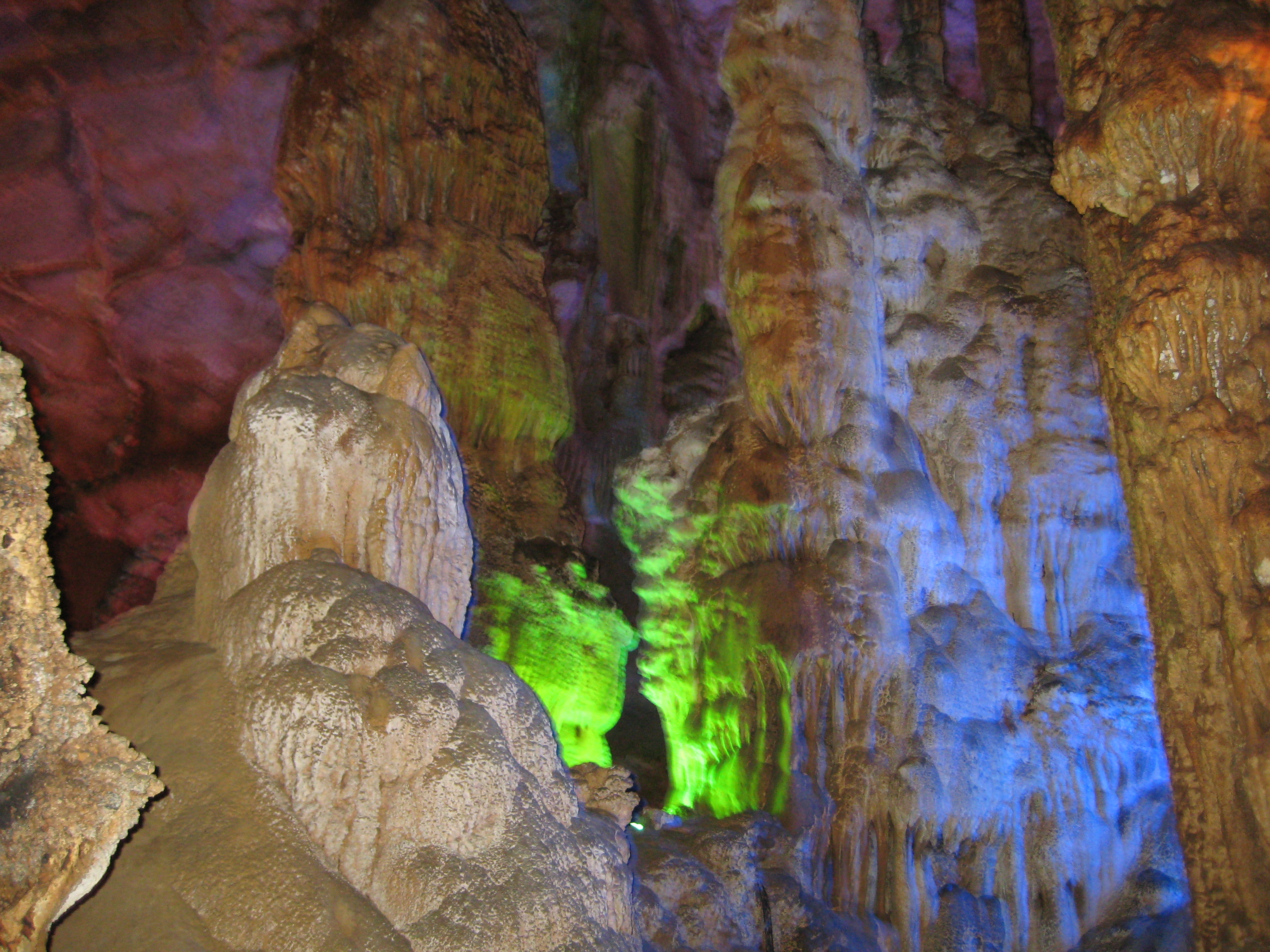
Stalagmites dans une des grottes du parc